# Птица-секретарь
Птица-секретарь, или секретарь (лат. Sagittarius serpentarius) — вид птиц из отряда ястребообразных, единственный в семействе птиц-секретарей (Sagittariidae). Её своеобразное имя происходит от чёрных перьев на голове, напоминающих гусиные перья, которые раньше любили вставлять в свои парики судебные секретари.

## Описание
Крупная птица, похожа на аиста с коротким клювом. Длина птицы-секретаря насчитывает от 125 до 155 см, а масса достигает почти 4 кг. Размах крыльев составляет примерно 210 см. Самым заметным признаком являются чёрные перья на голове, которые поднимаются во время брачного периода. Также особенностью этого периода считается то, что птицы-секретари издают рычащие и каркающие звуки. Окраска их оперения на шее и животе серая и становится темнее по мере приближения к хвосту. Вокруг глаз расположены ресницы, на деле являющиеся видоизмененными перьями. От глаз до клюва оперения нет, и видна оранжевая кожа. 

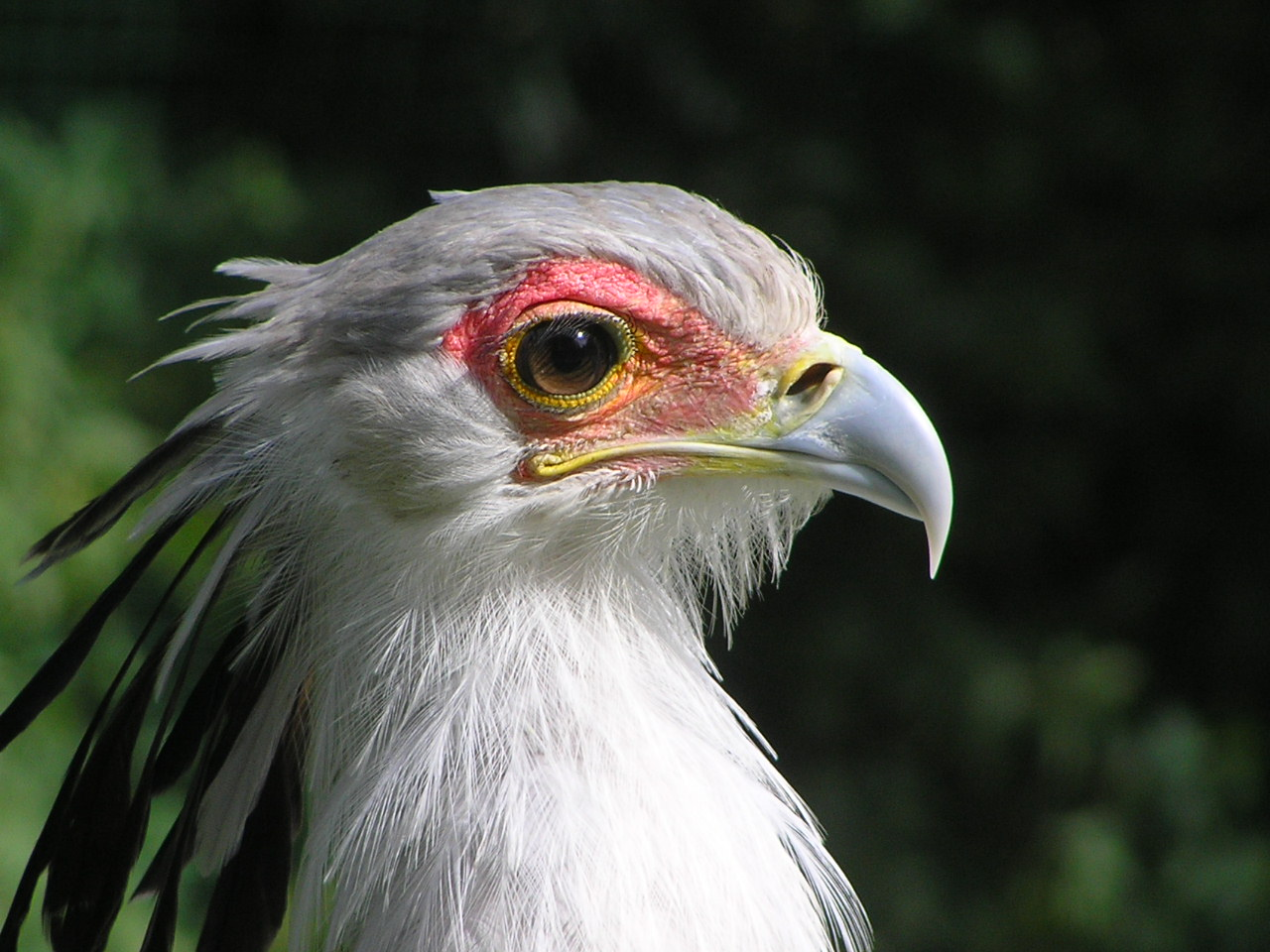
Голова птицы-секретаря

## Поведение
В отличие от других хищных птиц, охотящихся с воздуха, секретари бо́льшую часть времени проводят на земле, по которой они могут относительно быстро передвигаться. Однако во время брачного периода можно увидеть самца, парящего над гнездом. Секретари ведут бродячий образ жизни. В поисках пищи они путешествуют с места на место. При этом оба партнёра, которые, как правило, остаются верными друг другу на всю жизнь, остаются рядом и отдаляются друг от друга только в пределах радиуса зрения. Исключительно во время спаривания они очерчивают свой ареал и сразу же прогоняют любого самца, который нарушает его границы.

## Распространение
Ареал птиц-секретарей расположен в Африке и простирается от южных границ Сахары до Южной Африки. Прежде всего их можно встретить в саваннах и схожих местностях. Вблизи людских селений их популяции, как правило, невелики, так как многие гнёзда разоряются.

## Питание
Главной пищей птиц-секретарей являются змеи, однако кроме них они могут питаться и земноводными, ящерицами, насекомыми, мелкими млекопитающими и птицами. Охотясь, они с громкими ударами крыльев пускаются в бег, заставляя выдать себя притаившуюся жертву. Приметив добычу, они настигают ее зигзагообразными движениями, благодаря чему змеи, например, теряют ориентацию. Сильными ударами ног с крепкими когтями убивает жертву. Если же змея защищается, то секретарь умело уходит от укусов и вновь нападает. Птица-секретарь издавна славится как умелый истребитель змей. Во время борьбы со змеёй секретарь расправляет одно крыло и использует его как щит.

## Размножение
Во время брачного периода, зависящего от периода дождей, самец пытается впечатлить избранную им самку своим волнообразным полётом. После этого он гонит самку перед собой и демонстрирует ей одновременно своеобразный брачный танец.
Самка откладывает от одного до трёх бело-голубых яиц, которые она насиживает на протяжении 45 дней. Гнездо строится на вершине куста или на деревьях с плоской кроной на высоте, не превышающей 6 м. Диаметр гнезда составляет 150 см, а материалом, используемым для его постройки, являются небольшие ветки и трава. После вылупления из яйца птенцы проводят в гнезде от 75 до 85 дней. Родители кормят их сначала полупереваренным мясом, а позже небольшими кусочками сырого мяса. Иногда молодняк выпрыгивает из гнезда, чтобы испытать своё умение летать. Если они после этого не в состоянии оторваться от земли, то их кормят на земле, пока они не научатся летать. Так как у птенцов много естественных врагов, то взрослого возраста достигает в среднем лишь один из них.

## Человек и птица-секретарь

Герб Судана

Птица-секретарь считается в южной Африке благородной птицей и даже изображена на гербе ЮАР. Она изображена с раскрытыми крыльями и символизирует превосходство южноафриканской нации над своими врагами. Одновременно она оберегает своими крыльями страну. Также изображена на гербе Судана.